# Subsecretaria-Geral das Comunidades Brasileiras no Exterior
O Subsecretaria-Geral das Comunidades Brasileiras no Exterior é um órgão do Ministério das Relações Exteriores do Brasil (Itamaraty) cuja função é estabelecer um contato permanente com os cerca de três milhões de cidadãos brasileiros que emigraram para o exterior.

## Diáspora brasileira

### Articulação do Itamaraty
Em outubro de 2009, o embaixador Eduardo Gradilone, encarregado desse departamento, coordenou a Segunda Conferência das Comunidades Brasileiras no Exterior, realizada no Rio de Janeiro, da qual saíram doze representantes das várias comunidades de emigrantes espalhadas pelo mundo, que ficaram encarregados de levar ao governo federal as reivindicações, queixas e soluções aos problemas dessas comunidades.
Entre os projetos desse departamento do Itamaraty está a possibilidade de os emigrantes votarem por meio do correio ou da internet, já que o acesso aos consulados — localizados em poucas cidades — e o medo de alguns de serem denunciados devido à situação irregular afugentam vários brasileiros no exterior da possibilidade de votar enquanto fora do país.

### Emigração em números
No total, o Itamaraty acredita haver entre 2 a 3,7 milhões de brasileiros vivendo fora do país, diferentemente do IBGE, que estima em 500 mil o número total. Pelos dados do Itamaraty, entre 1,2 e 1,5 milhão de brasileiros vive nos Estados Unidos de forma legal ou clandestina, sendo esta a maior comunidade brasileira fora do país. O Japão possui também uma importante comunidade, algo em torno de 320 mil pessoas, que são chamados dekasseguis.
Sobre sua subavaliação, o IBGE declarou no seus dados censitários de 2010:
«Ao se optar pela inclusão desse bloco [de dados], já se sabia previamente que o volume de emigrantes internacionais estaria subenumerado, como preconiza a literatura específica sobre o tema.»
Segundo o Itamaraty até dezembro de 2013 havia 3.209 brasileiros presos no exterior, 2.495 dos quais eram do sexo masculino (36 dos quais transexuais), 496 do sexo feminino e 218 «casos não especificados». Desse total, 2.246 receberam visitas de representantes do governo brasileiro ao longo daquele ano.